# Osowa (okres Włodawa)
Osowa je vesnice v východním Polsku, ležící v Lublinském vojvodství, nedaleko města Włodawa. V letech 1975-1998 spadalo administrativně do dnes již neexistujícího chelmského vojvodství.

## Pracovní tábor Osowa

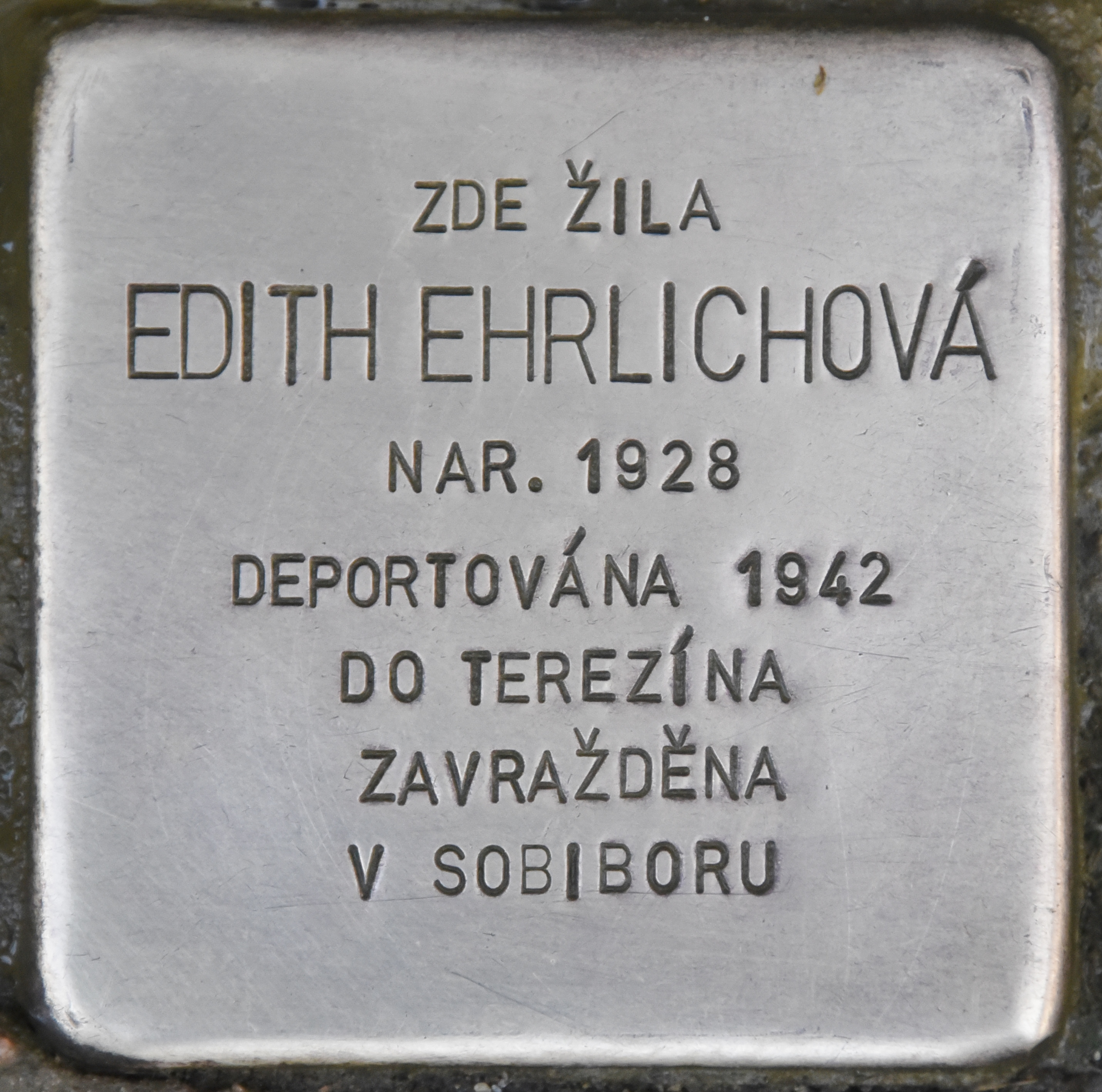
Stolperstein v Praze-Nuslích, položený za Edith Ehrlichovou, zavražděnou v Osowu.

Během druhé světové války založili Němci v Osowie pracovní tábor pro polské občany židovského původu a občany jiných států. Tábor byl založen v roce 1941 a průměrně se v něm nacházelo asi 1 000 vězňů. Celkově prošlo táborem asi 4 000 osob. Vězňové pracovali převážně při melioraci okolních luk. V důsledku tvrdých pracovních podmínek zde zemřelo asi 170 osob, dalších 70 nacisté zastřelili. Tábor byl zlikvidován v roce 1943 a jeho vězňové byli odvezeni do vyhlazovacího tábor Sobibor.